# Elijah Blue Allman
Elijah Blue Allman Sarkisian (Los Ángeles, 10 de julio de 1976), más conocido por su nombre artístico P. Exeter Blue, es un guitarrista y músico estadounidense de rock alternativo. Es el segundo hijo de la cantante Cher, y el único de su matrimonio con el músico y guitarrista Gregg Allman.
Tiene dos medios hermanos: Chaz Bono y el músico Devon Allman. Elijah Blue ha trabajado como músico con diversos grupos de la escena rock norteamericana, habiendo colaborado en los álbumes Chamber Music de Coal Chamber y Candyass de Orgy, entre otros, aunque también lograría reconocimiento musical a partir de 2002 con su propio proyecto de synth rock Deadsy.

## Biografía
En su infancia entró en contacto con la música de Kiss y quedaría fuertemente influenciado por el legendario grupo estadounidense, dado que su cantante y bajista Gene Simmons salía con la madre de Allman cuando este contaba tan solo con dos años de edad.
En una entrevista radiofónica de junio de 2002 para el show de Howard Stern, Elijah comentó que durante esta etapa temprana de su vida no mantuvo casi relación con sus padres, y que a los ocho años le enviaron a un colegio privado. En otra entrevista, señaló su primer contacto con las drogas a los once años de edad, y reconocía haber luchado hasta 2008 contra la adicción a la heroína.
A finales de los 90 formó su grupo de rock Deadsy. Tras diversas vicisitudes, y giras junto a Korn, Papa Roach, Static-X y el festival itinerante Family Values, logró la edición de su primer álbum Commencement en 2002 en el sello Elementree de Jonathan Davis con distribución mundial a través de DreamWorks Records. La banda logró cierto impacto musical y reconocimiento por parte de la crítica. En 2021, la revista Metal Hammer incluyó al grupo entre las cincuenta bandas de culto más importantes de la historia de la música metal, situándolo en la séptima posición.
El sábado 14 de junio de 2025, Allman fue trasladado a un hospital en Joshua Tree, California, después de sufrir una sobredosis de drogas. Una semana después fue dado de alta. 

## Discografía
Con Deadsy
- Demo (1995)
- Deadsy (1996)
- Commencement (1999, versión inédita)
- Commencement (2002)
- Phantasmagore (2006)
- Subterfugue (álbum en preparación)

Con Elijah Blue and the Trapezoids
Desde que comenzó Elijah Blue and the Trapezoids, Allman ha lanzado unas pocas demos a través de su Myspace, pero no han trascendido noticias acerca de un álbum desde 2008.
- "Haunted" (4:00)
- "White Knuckle Angel Face" (3:40)
- "Long Way Down" (3:21)

Apariciones como músico
- Orgy – Candyass (1998, voces y teclados en "Revival")
- con Cher – Crimson & Clover (1999)
- Sugar Ray – 14:59 (1999, voces en "Personal Space Invader")[14]
- Coal Chamber – Chamber Music (1999, voces y teclados en "Shock the Monkey", voces en "My Mercy"[15])[16]
- Orgy – Vapor Transmission (2000, voces en "The Spectrum")
- "What's Going On" (2001, voces en "What's Going On (Fred Durst's Reality Check Mix)")
- The Family Values Tour 2001 (2001, interpretación en directo en la canción "Push It" de Static-X)
- 30 Seconds to Mars – 30 Seconds to Mars (2002, toca guitarra y bajo en "Welcome to the Universe")
- Korn – Korn Kovers (2005, voces en "Love My Way")
- Mickey Avalon – Loaded (2012, voces en "Mickey's Girl", grabadas en 2009)